# Bateriový grip

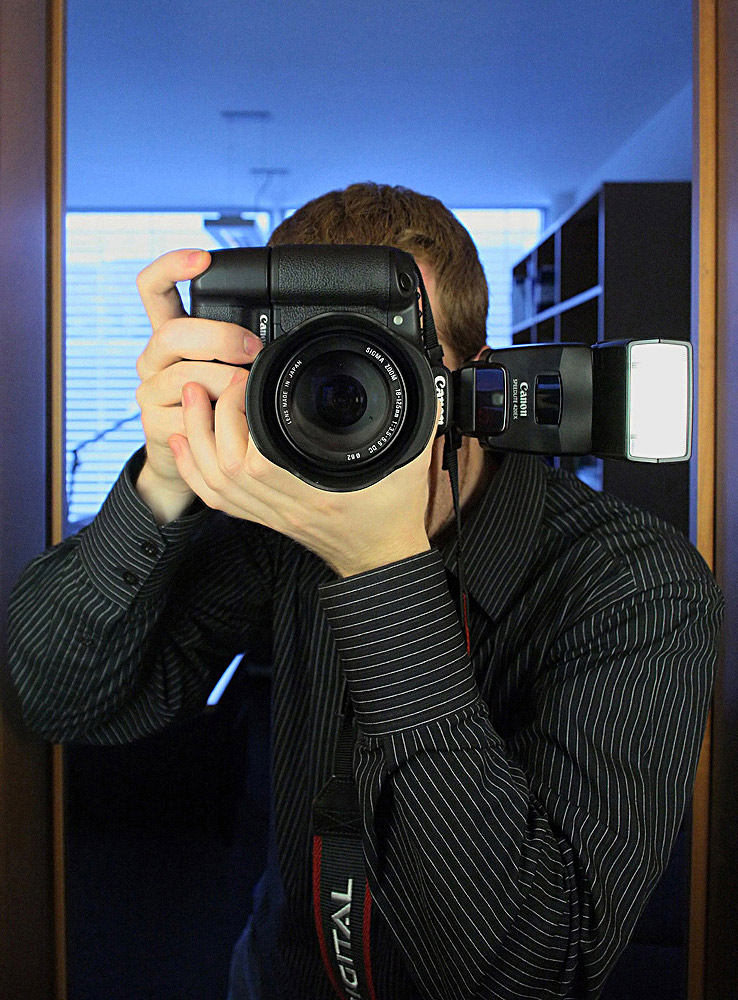
Fotoaparát s bateriovým gripem uzpůsobený pro portrétní fotografii na výšku

Bateriový grip (anglicky battery grip) je fotografické příslušenství pro fotografické zrcadlovky nebo systémové kamery s výměnnou optikou, které může obsahovat více baterií a zvyšuje dobu provozu fotoaparátu. Prostřednictvím stativového šroubu se připevňují ke spodní straně fotoaparátu.

## Funkce
Kromě toho bateriový grip, v závislosti na typu, umožňuje následující:
- Vertikální grip s vlastní spouští a dalších tlačítek usnadňuje fotografování na výšku, typicky při tvorbě portrétů.[2][1]

- Umožňuje použití tužkových AA baterií nebo li-ion akumulátorů pomocí speciálního zásobníku.

- Automatická spoušť pomocí zabudovaného intervalového časovače.

- Přidává bezdrátovou dálkovou spoušť.

- Obsahuje otočný volič pro nastavení expozičních hodnot, tlačítko blokace AF a křížový ovladač pro výběr ostřícího bodu.[1]

Bateriový grip se obvykle připevňuje pomocí stativového šroubu a připojuje se na elektrické kontakty v prostoru na baterii ve fotoaparátu. Většina gripů má prostor pro uložení odmontované krytky běžné baterie. Battery gripy jsou obvykle určeny pro jeden nebo několik modelů fotoaparátů, a sice proto, že je nutné se přizpůsobit konektorům, příkonovým požadavkům a tvaru těla fotoaparátu.

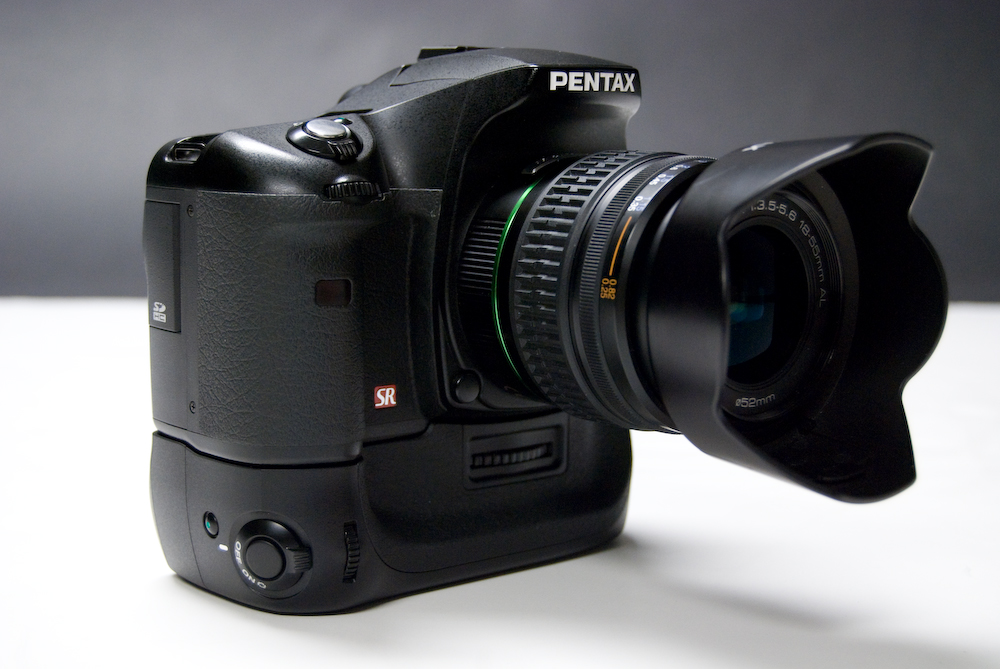
Pentax K10 s namontovaným bateriovým gripem BG2
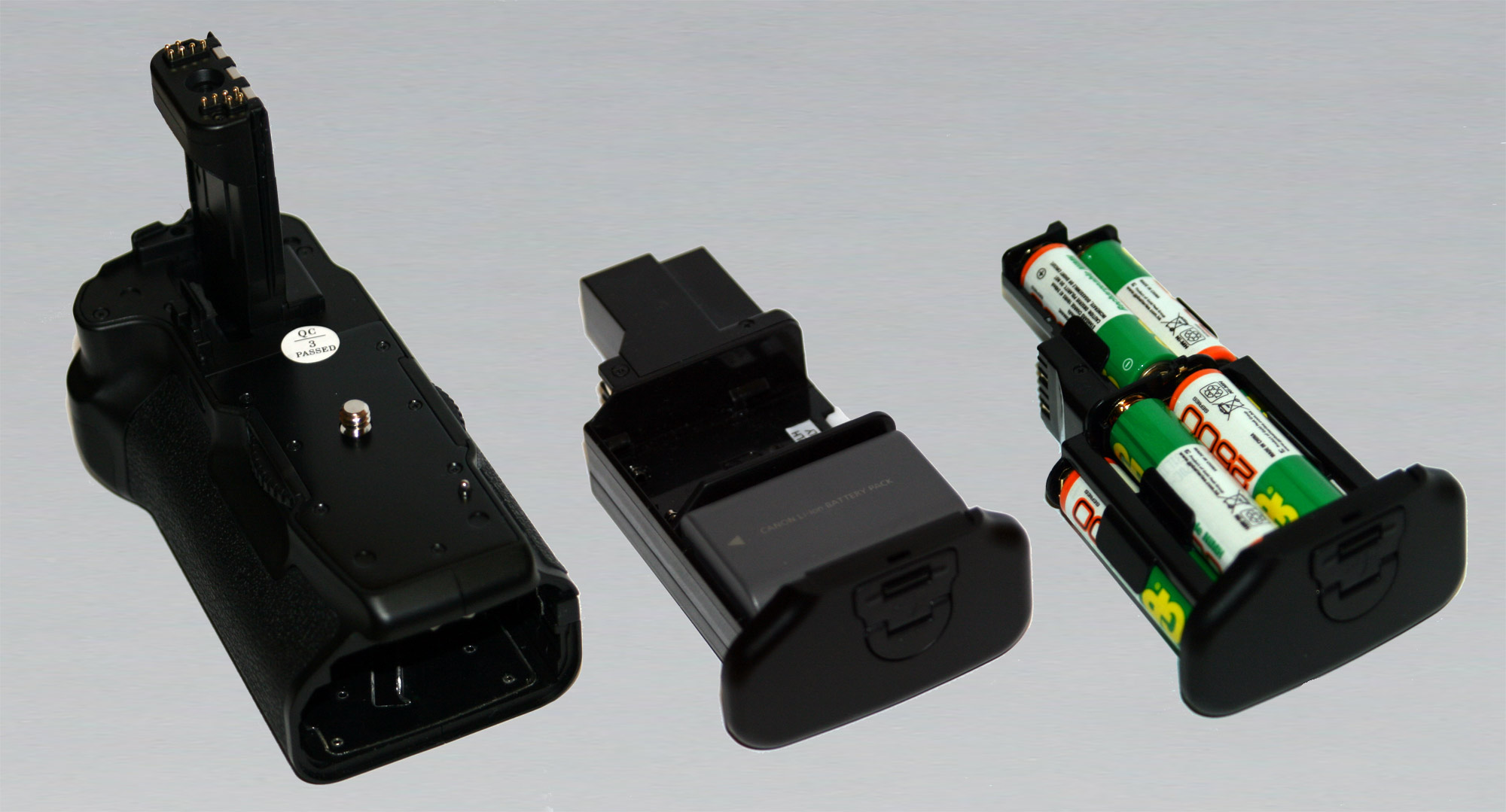
Bateriový grip Canon BG-E3, zásobník pro fotobaterie a baterie AA
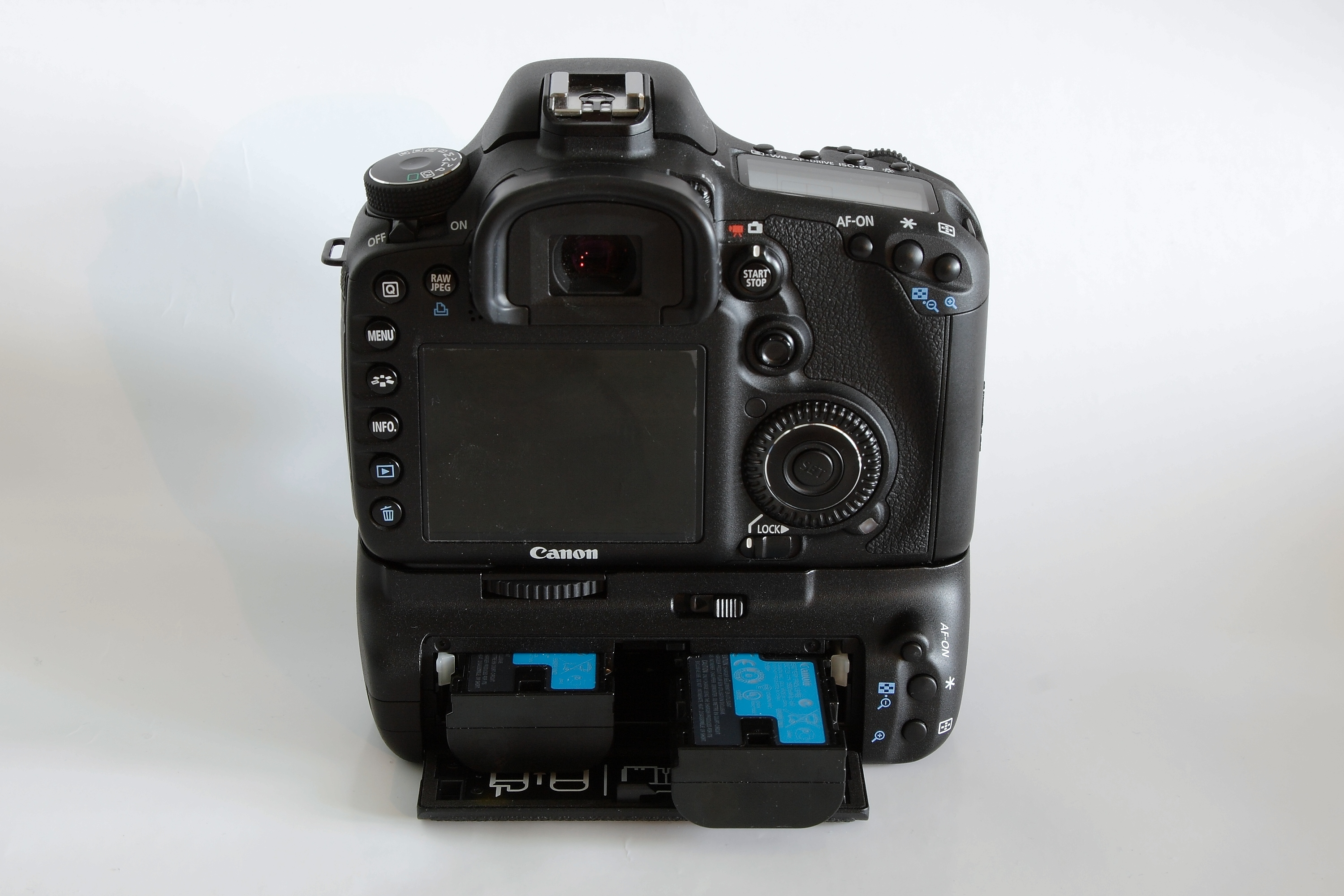
Canon EOS 7D s gripem BG-E7, zadní pohled s otevřeným prostorem pro baterie
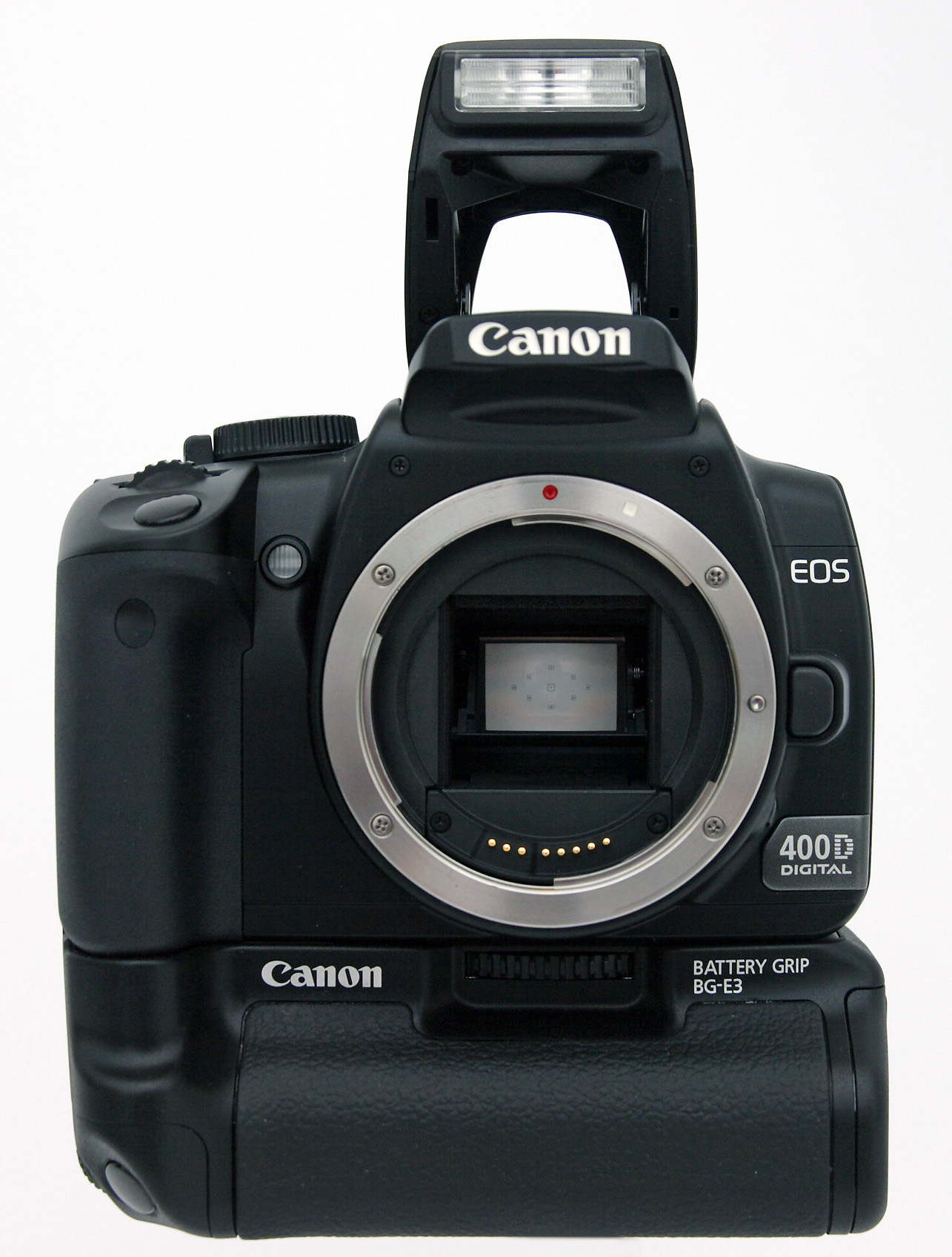
Digitální SLR Canon EOS 400D s připojeným battery gripem BG-E3